# Логотип Википедии

Логотип Википедии с 2010 года по настоящее время

Логотип Википедии — официальный логотип интернет-энциклопедии Википедия, представляющий собой «глобус», составленный из фрагментов пазла, верхняя часть которого не закончена, с подписью «Свободная энциклопедия» (англ. The Free Encyclopedia). Каждый фрагмент пазла обозначает один из языков Википедии. Отсутствующие части этой мозаики, по мнению некоторых исследователей, символизируют возможность добавления новых языков и принципиальную недостижимость абсолютной полноты содержимого интернет-энциклопедии.

## История создания
15 января 2001 года Джимми Уэйлс использовал американский флаг в качестве первого логотипа Википедии. Однако этот логотип рассматривался как временный вариант, и позднее, в том же 2001 году он был заменён на первый постоянный логотип (рис. 1.1), изначально предложенный Бьёрном Сместедом (англ. Bjørn Smestad) для Нупедии. На этом логотипе была размещена цитата из книги по математике «Евклид и его современные соперники» авторства Льюиса Кэрролла. Однако из-за проекции «рыбий глаз» можно было прочитать только часть текста (выделена чёрным):
In one respect this book is an experiment, and may chance to prove a failure: I mean that I have not thought it necessary to maintain throughout the gravity of style which scientific writers usually affect, and which has somehow come to be regarded as an ‘inseparable accident’ of scientific teaching. I never could quite see the reasonableness of this immemorial law: subjects there are, no doubt, which are in their essence too serious to admit of any lightness of treatment – but I cannot recognise Geometry as one of them. Nevertheless it will, I trust, be found that I have permitted myself a glimpse of the comic side of things only at fitting seasons, when the tired reader might well crave a moment’s breathing-space, and not on any occasion where it could endanger the continuity of the line of argument.
В ноябре 2001 года участники Википедии (википедисты) начали предлагать новые варианты логотипа. Всего было представлено 24 проекта, среди которых победил проект под номером 24, придуманный участником с никнеймом The Cunctator (рис. 1.2). Он выглядел так же, как и предыдущий логотип, однако вместо цитаты из работы Кэрролла использовался текст из VI главы I части «Левиафана» Томаса Гоббса. Тем не менее то, что текст был написан на английском языке, представляло неудобства для использования логотипа в разделах Википедии на других языках. Поэтому некоторые разделы полностью заменяли текст цитаты, некоторые добавляли к логотипу национальный флаг (рис. 2) или переводили на свой язык подпись «Свободная энциклопедия», другие, как Французский раздел, придумывали полностью отличный логотип (рис. 3).

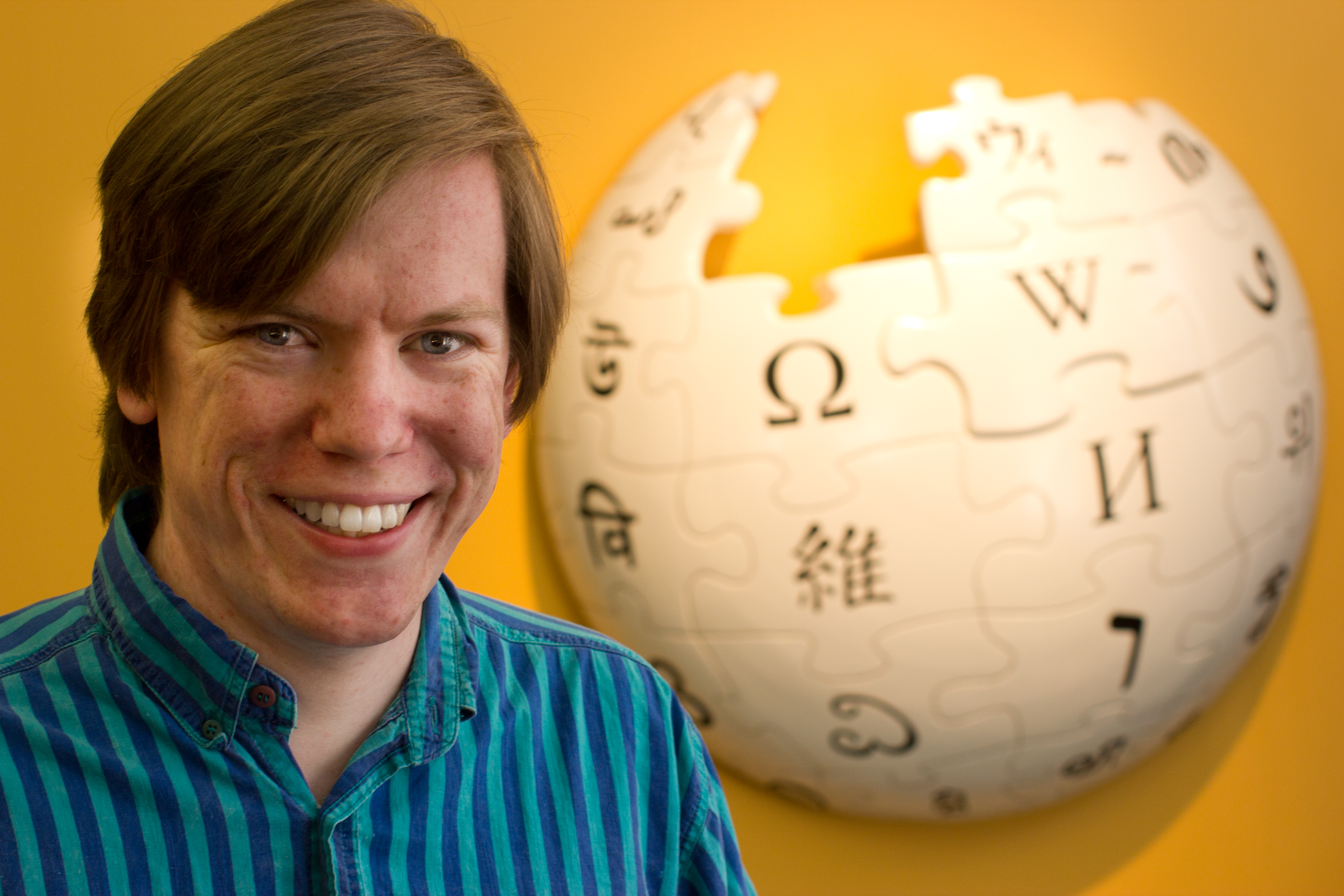
Пол Стансифер в офисе Фонда Викимедиа, Сан-Франциско, 2012 г.

По предложению Эрика Мёллера (англ. Erik Möller) был проведён новый конкурс логотипов с целью выбрать эмблему, подходящую для всех разделов. Победителем этого конкурса стал логотип, разработанный Полом Стансифером (англ. Paul Stansifer) (рис. 1.3). Новый логотип представлял собой глобус, составленный из фрагментов пазла разных цветов с надписями на различных языках. Английская Википедия перешла на него 26 сентября 2003 года. Чуть позже прошло голосование по утверждению этого логотипа, на котором были предложены другие вариации на тему идеи Стансифера. В результате был выбран логотип Дэвида Фридленда (англ. David Friedland) (рис. 1.4). В его варианте первоначальный глобус был лишён цветов, а многоязычный текст был заменён на отдельные письменные символы, каждый из которых символизировал язык, к которому относится. Символы, согласно статье в The New York Times, подбирались в основном так, чтобы обозначаемые ими звуки были близки ко звуку, передаваемому буквой W. И Фридленд и Стансифер передали авторские права на логотип Фонду Викимедиа. После исправления некоторых недоработок этого варианта (рис. 1.5) он был размещён в качестве официального логотипа.
|                                      |                                                                                     |                                              |                                                 |                           |
| Первый постоянный логотип (рис. 1.1) | Второй логотип (рис. 1.2)                                                           | Вариант Пола Стансифера (рис. 1.3)           | Вариант Дэвида Фридленда (рис. 1.4)             | Третий логотип (рис. 1.5) |
|                                      |                                                                                     |                                              |                                                 |                           |
|                                      | Изображения, занявшие в 2003 г. II и III места, стали логотипами Фонда и Медиа-Вики | Логотип шведского раздела 2002 года (рис. 2) | Логотип французского раздела 2003 года (рис. 3) |                           |

### Символы, расположенные на третьем логотипе
| Վ Армянское письмо        | N/A                 | N/A                               | N/A                 |
| ល Кхмерское письмо        | N/A                 | ワィ Катакана                     | Клингонский алфавит |
| ཝི Тибетское письмо        | Ω Греческий алфавит | Латинский алфавит Стилизованная W | ي Арабское письмо   |
| वि Деванагари              | 袓 Китайское письмо | И Кириллица                       | 위 Хангыль          |
| ᡅ Старомонгольское письмо | ವಿ Каннада           | ר Еврейский алфавит               | ฉ Тайское письмо    |

* N/A отмечены недостающие части пазла.

## Современный логотип
Однако логотип Фридленда содержал ошибки и неточности в изображениях символов. Таким образом символы некоторых письменностей, например, катаканы и деванагари, теряли свой смысл. В конце 2009 года Фонд Викимедиа предпринял попытку исправить недостатки логотипа, и в том числе — его плохую масштабируемость. В обновлённом логотипе больше не использовалась клингонская буква , обозначающая звук «R» (раздела Википедии на этом языке не существует с 2005 года), заменённая символом эфиопского алфавита «ው», а шрифт подписи был изменён с Hoefler Text на свободный Linux Libertine и утратил курсивное начертание. Одновременно с этим в Linux Libertine был включён специальный символ стилизованной «W», используемый в логотипе и как favicon Википедии, который ранее был составлен из двух пересекающихся букв «V». Логотип был размещён в Википедии в мае 2010 года.

### Ракурсы логотипа
В 2010 году Фонд Викимедиа также обратился к Филипу Метшену (англ. Philip Metschan), профессиональному 3D-аниматору, сотрудничавшему с Industrial Light and Magic и Pixar, чтобы тот создал трёхмерный вариант логотипа. Таким образом логотип, существовавший до того только в двумерной проекции, можно было рассмотреть со всех ракурсов. Это дало возможность разместить на нём больше языковых символов.
|                                                   |           |            |           |           |            |
| Вид спереди (используется на страницах Википедии) | Вид сзади | Вид справа | Вид слева | Вид снизу | Вид сверху |

### Символы, расположенные на логотипе
|                    |                     |                           |                             | N/A                  | N/A                 | N/A                               |                      |                     |                     |
|                    |                     |                           |                             | N/A                  | N/A                 | N/A                               |                      |                     |                     |
| N/A                | N/A                 | N/A                       | N/A                         | Վ Армянское письмо   | N/A                 | N/A                               | N/A                  | N/A                 | N/A                 |
| N/A                | N/A                 | N/A                       | వి Телугу                    | វិ Кхмерское письмо   | N/A                 | ウィ Катакана                     | ው Эфиопское письмо   | N/A                 | N/A                 |
| ꦮꦶ Яванское письмо  | વિ Гуджарати         | 𐍅 Готское письмо          | É Латинский алфавит         | উ Бенгальское письмо | Ω Греческий алфавит | Латинский алфавит Стилизованная W | و Арабское письмо    | ਵਿ Гурмукхи          | Я Кириллица         |
| B Латиница         | ᨓᨗ Лонтара           | ୱି Ория                    | ဝီ Бирманское письмо         | वि Деванагари         | 維 Китайское письмо | И Кириллица                       | 위 Хангыль           | H Латинский алфавит | ວິ Лаосское письмо   |
| ܘ Сирийское письмо | Ⰲ Глаголица         | വി Малаялам                | ᐅ Инуитское слоговое письмо | ვ Грузинское письмо  | ವಿ Каннада           | ו Еврейский алфавит               | วิ Тайское письмо     | ވި Тана              | У Кириллица         |
| ᜏᜒ Байбайин         | U Латинский алфавит | ᠸ Старомонгольское письмо | ᤘᤡ Письмо лимбу              | Ꮻ Письмо чероки      | ཝི Тибетское письмо  | வி Тамильское письмо               | වි Сингальское письмо | Ä Латинский алфавит | 典 Китайское письмо |
|                    |                     |                           |                             | ᥝ Тай-ныа            | V Латинский алфавит | Д Кириллица                       |                      |                     |                     |
|                    |                     |                           |                             | Π Греческий алфавит  | يا Арабское письмо  | İ Латинский алфавит               |                      |                     |                     |

* Ячейки, закрашенные голубым, обозначают символы, видимые на обычной проекции.
N/A отмечены недостающие части пазла.

## Примеры праздничных логотипов
В связи с некоторыми событиями логотип Википедии на некоторое время может быть заменён на праздничный вариант:
|                                                |                                              |                               |                                                   |                                                 |
| 150 тыс. статей в Китайской Википедии, 2007 г. | 50 тыс. статей в Арабской Википедии, 2007 г. | Десять лет Википедии, 2010 г. | 500 тыс. статей во Вьетнамской Википедии, 2012 г. | 20 тыс. статей в Сицилийской Википедии, 2012 г. |

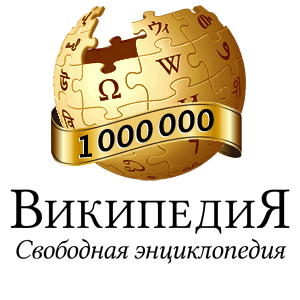
Праздничный логотип «1 000 000 статей в русской Википедии»

Праздничный логотип «200 000 статей в белорусской Википедии»

11 мая 2013 года русский раздел Википедии преодолел знаменательный рубеж в 1 000 000 статей.
В ознаменование этого события на страницах Википедии в течение недели был размещён праздничный «миллионный» логотип, который был выбран участниками Википедии в ходе состоявшегося конкурса. «Миллионный» логотип также был использован в пресс-релизе Википедии, выпусках Викиновостей и на памятных значках.
18 сентября 2024 года число статей превысило 2 000 000; в ознаменование этого события был размещен «двухмиллионный» логотип.

## Викибол
В 2007 году на Международной конференции Викимания в Тайбэе (Тайвань, Китайская Республика) был представлен Викибол — трёхмерная модель «глобуса» Википедии высотой в человеческий рост, составленная из фрагментов пазла, изготовленная Wikimedia Taiwan. Среди участников конференции распространялся сувенирный уменьшенный Викибол — 3D-пазл размером 7,5 см, который участники могли собирать. На местах букв, не видимых на двумерном логотипе, были размещены логотипы родственных проектов Википедии, информация о Викимании-2007 и о спонсорах Викимании.

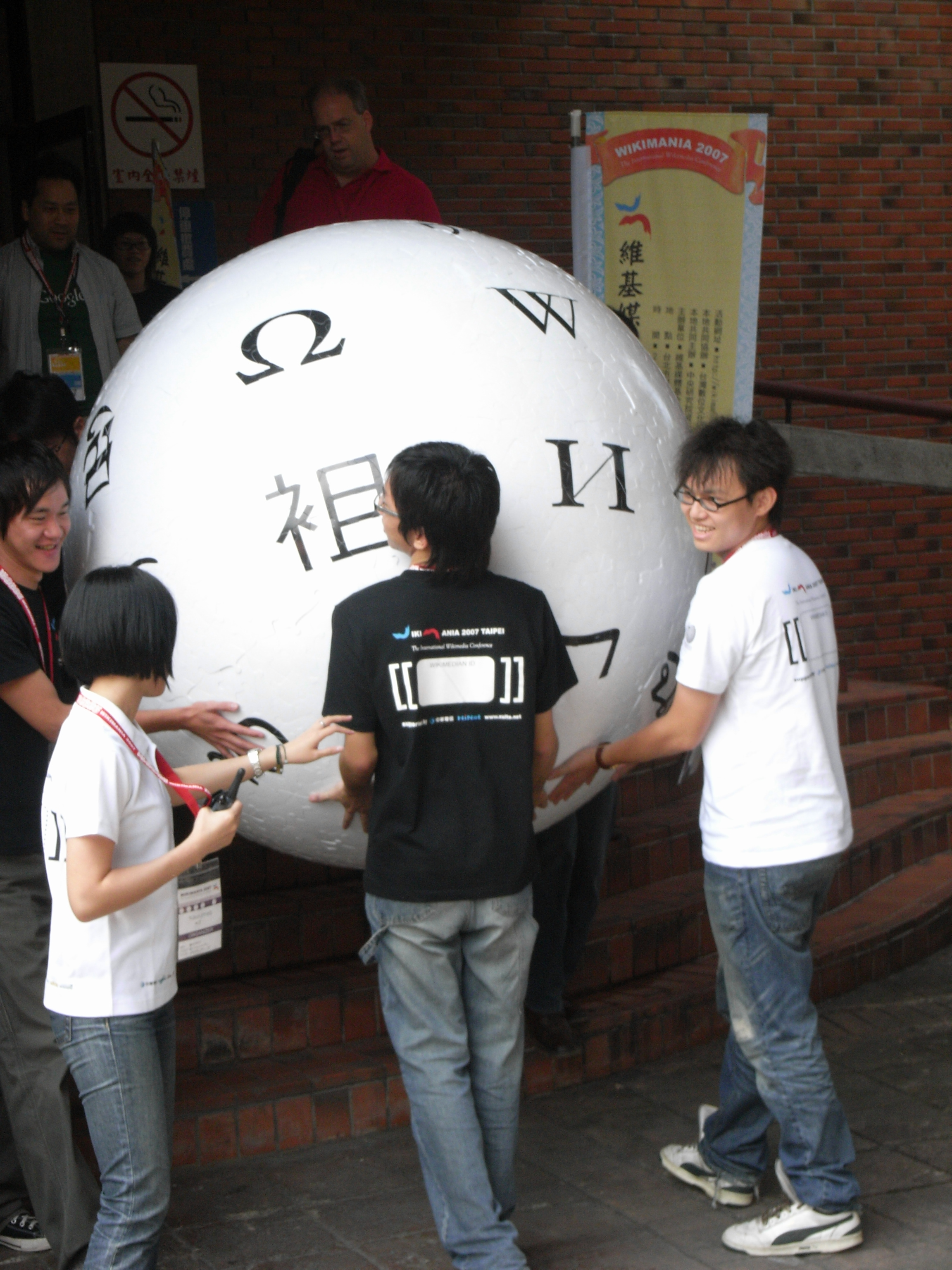
Викибол — физическая модель логотипа, созданная для Викимании-2007
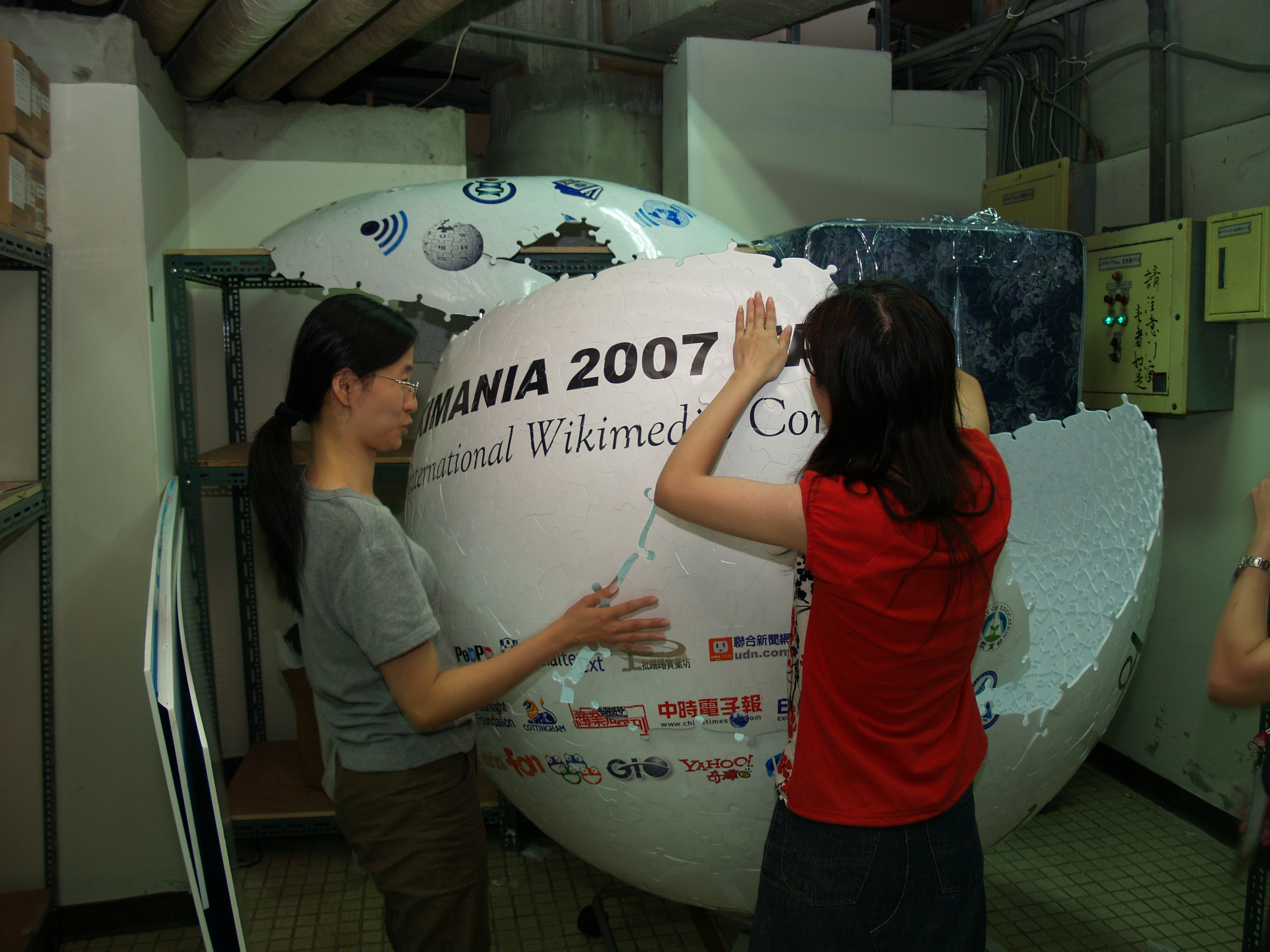
Процесс сборки Викибола
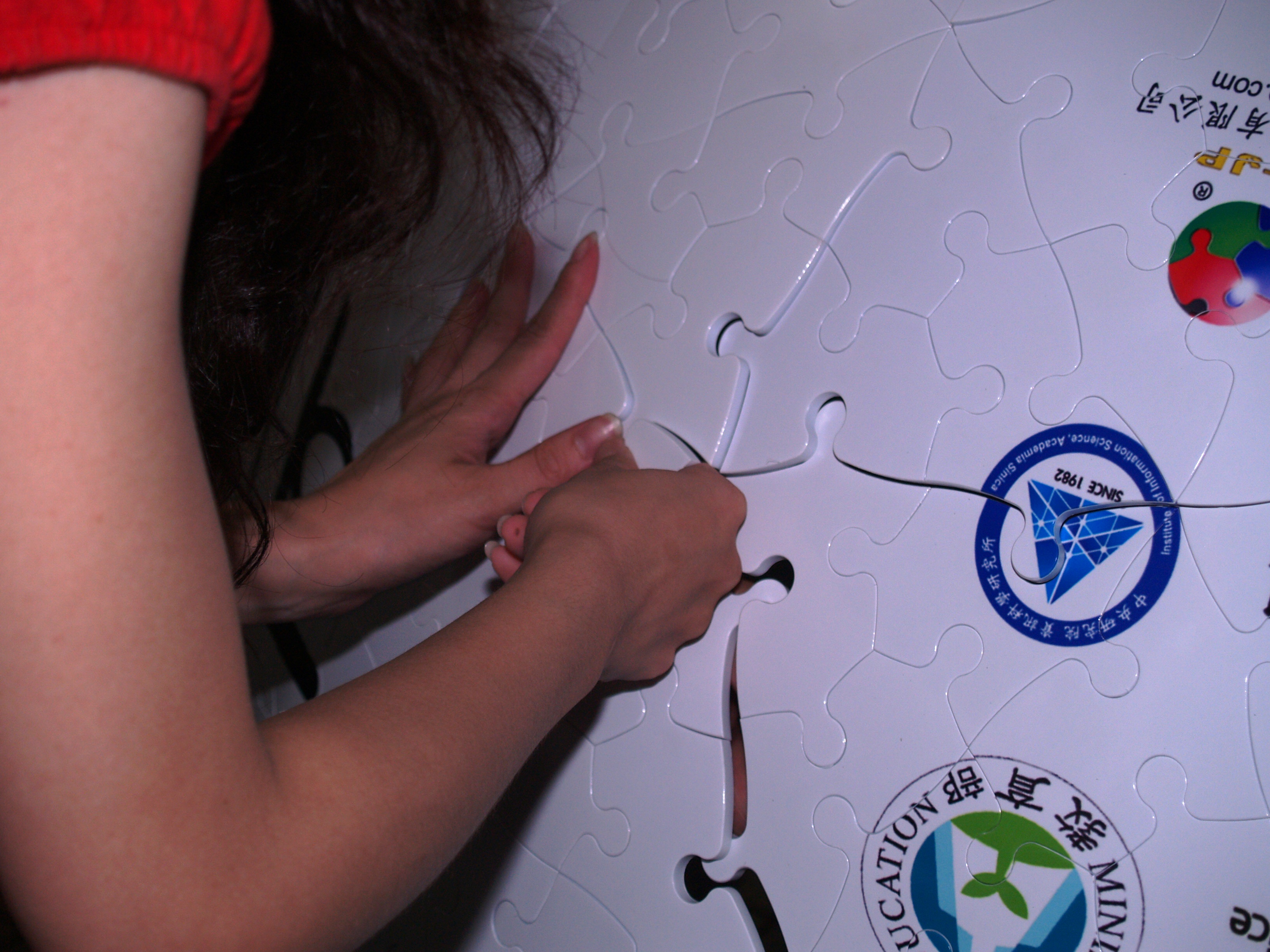
Завершение сборки
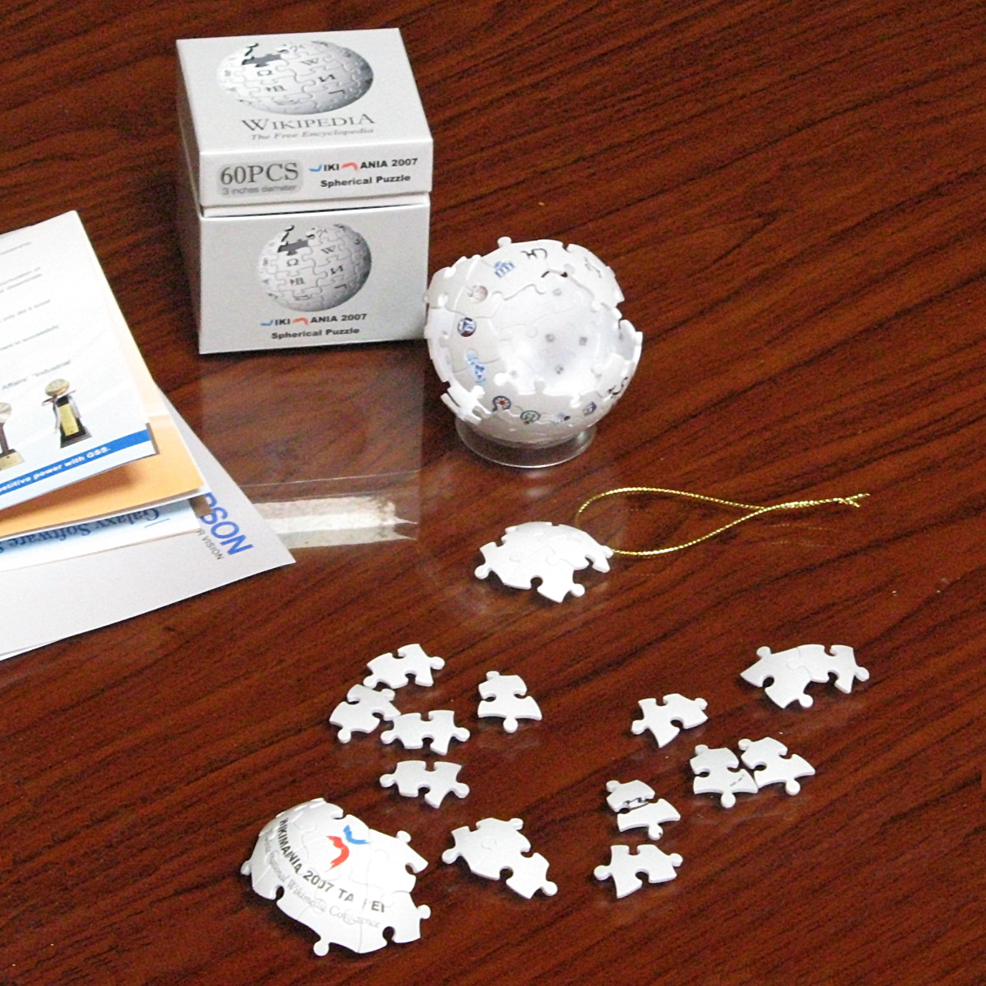
Сувенирный уменьшенный Викибол — 3D-пазл размером 7,5 см